# Cesana San Sicario

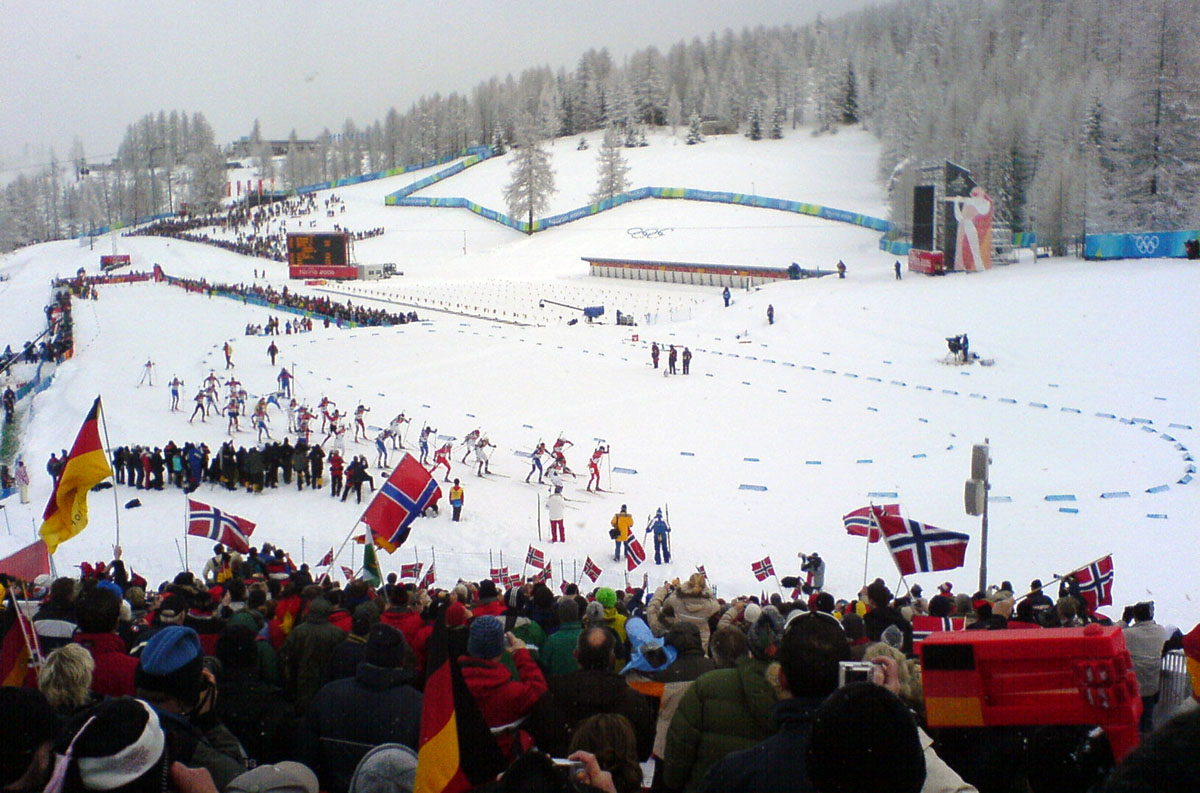
Massastart Winterspelen 2006

Cesana San Sicario is een sportcomplex in Cesana en diende als accommodatie voor het biatlon tijdens de Olympische Winterspelen 2006 in Turijn, waar het zo'n 97 kilometer van verwijderd is.
De accommodatie bevindt zich in Cesana en ligt in een groot skigebied genaamd Via Lattea en staat in directe verbinding met de wintersportmogelijkheden van Monginevro en Sestriere.
De hoogteverschillen in dit gebied variëren tussen de 1630 en 1680 meter. De baan is gelegen vlak bij Cesana Pariol waar tijdens diezelfde Winterspelen het bobsleeën, het rodelen en het skeleton plaatsvonden. Deze wedstrijdaccommodatie werd speciaal voor de Winterspelen nieuw gebouwd en bestaat uit een verscheidenheid aan lengte en moeilijkheid.